# 이오 카피타노
《이오 카피타노》(이탈리아어: Io capitano)는 2023년 개봉한 이탈리아의 드라마 영화이다. 마테오 가로네가 감독과 공동각본을 맡았다. 제80회(2023년) 베네치아 영화제 은사자상 감독상 수상작이자 황금사자상 경쟁후보작이다. 제96회(2024년) 아카데미상 국제영화상 후보작이다.

## 줄거리
세이두와 무사는 가난에서 벗어나 이탈리아로 가기 위해 세네갈의 다카르를 떠나는 십 대 사촌이다. 다카르의 점쟁이와 상담하고, 세이두의 어머니의 반대와 마을 사람들의 무서운 조언에도 불구하고, 그들은 여정을 시작한다.
그들은 휴게소에서 100달러를 주고 위조 여권을 만들어 말리를 통과한다. 국경에서 군인에게 위조가 발각되지만 돈을 주고 감옥행을 피한다. 니제르에서는 픽업트럭을 타고 사하라 사막을 건너 리비아로 향하는 그룹에 합류한다. 여정 중 트럭에서 떨어진 남자는 사막에 버려지고, 지쳐 쓰러진 여자는 세이두의 노력에도 불구하고 결국 죽음을 맞이한다.
리비아에 도착하자마자 반군이 그들을 습격해 귀중품을 빼앗고 무사는 돈을 숨기려다 끌려간다. 세이두는 고난 끝에 밀수업자가 운영하는 감옥에 갇히고, 고문을 당하고 노예로 팔릴 위기에 처한다. 가족에게 알리는 대신 고문을 감수한다. 꿈속에서 점쟁이의 도움을 받아 고향으로 돌아가 어머니를 만나고, 다음날 아버지 같은 죄수 마틴과 함께 노예 경매에 팔려 부유한 지주의 벽돌공으로 일하게 된다.
마틴과 세이두는 울타리와 분수대를 짓는 일을 하면서 서로 가까워지고 가족과 미래에 대한 희망을 나눈다. 일을 마친 후 지주는 그들을 트리폴리로 보내준다. 마틴은 나폴리로 가는 것을 선택하고, 세이두는 트리폴리에 남아 총에 맞아 다친 무사를 찾는다. 세이두는 고층 건물에서 일하며 무사를 찾고, 치료를 받기 위해 유럽으로 가는 여정을 다시 시작한다.
세이두는 브로커 아흐메드를 찾아 지중해를 건너는 배를 타지만 돈이 부족하여 직접 배를 운전해야 한다. 아흐메드는 세이두에게 나침반 사용법을 가르치고 시칠리아로 향하는 방법을 알려준다. 배 안에서 승객들 간의 다툼과 아기의 탄생 등의 힘든 여정에도 불구하고, 세이두는 배를 조종하여 승객 모두를 시칠리아 해안까지 안전하게 데려온다. 그러나 시칠리아 해안에서 이탈리아 해안경비대에 의해 구조되며 영화는 불확실한 미래를 암시하며 끝난다.

## 출연진
- 세두 사르 - 세두
- 무스타파 팔 - 무사
- 이사카 사와고도
- 히솀 야쿠비
- 두두 사냐
- 카디 시
- 바마르 칸
- 셰이크 우마르 디아우